# پارچه

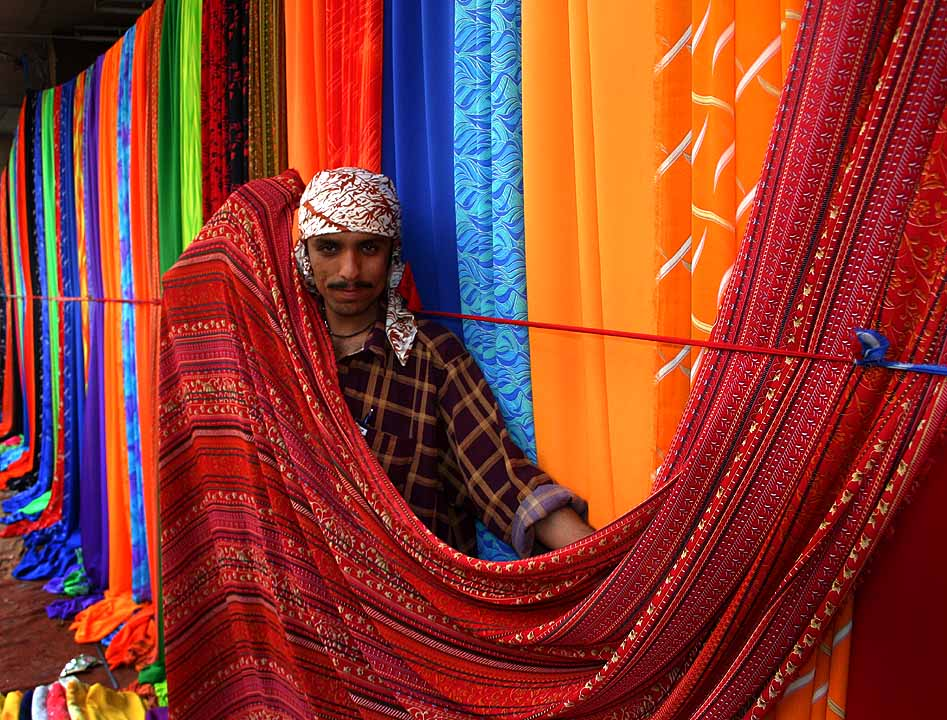
یک بازار پارچه در پیاده‌روهای شهر کراچی پاکستان.

پارچِه (به انگلیسی: Textile) لایه‌ای نرمش‌پذیر است که از شبکه‌ای از نخ‌ها یا الیاف طبیعی یا مصنوعی تشکیل شده است؛ که نوع نخ‌ها یا الیاف و ساختار و نحوهٔ قرارگیری آن‌ها در کنار یکدیگر ساختمان پارچه و خصوصیات فیزیکی آن را به‌وجود می‌آورد.
پارچه‌ها را از روش‌های بافت تاری-پودی، بافت حلقوی (کش‌بافی یا قلاب بافی)، روش‌های بی‌بافت، گره زدن تولید می‌کنند.
این تنوع در روش‌های تولید باعث می‌شود که پارچه‌ها با خصوصیات و الگوهای متفاوتی به‌دست آید.
پارچه‌ها از نظر مواد به‌کار رفته انواع گوناگون دارند از جمله پنبه‌ای (نخی)، پشمی، ابریشمی و غیره. هر یک از این نوع پارچه‌ها ویژگی‌ها و کاربردهای خاص خود را دارند.
به بخشی از بازار که پارچه‌فروشی‌ها در آن قرار دارند بازار بزازها گفته می‌شود.
برای نخستین بار پارچه پنبه‌ای در حدود ۱٬۹۰۰ سال پیش از میلاد توسط تمدن دره سند در آسیای جنوبی بافته شد. بازار جهانی منسوجات در سال ۲۰۱۹ یک بازار ۹۶۱٫۵ میلیارد دلاری بود که پیش‌بینی می‌شود این بازار در سال ۲۰۲۷ به ۱۳۵۰٫۲۴ میلیارد دلار برسد.
این رشد چشمگیر نشان‌دهنده تقاضای بالای جهانی برای انواع مختلف پارچه و منسوجات است.

## کارکرد
منسوجات کاربردهای مختلفی دارند که رایج‌ترین آنها برای پوشاک و ظروف مانند کیف و سبد است. در خانه، منسوجات در فرش، اثاثیه روکش شده، سایه‌بان پنجره، حوله، رومیزی، تخت، و سایر سطوح صاف، و در کارهای هنری به کار برده می‌شوند. پارچه‌ها در طراحی و دوخت انواع اکسسوری‌ها مانند روسری و کیف نقش بسزایی ایفا می‌کنند. تنوع در نوع الیاف و نحوه بافت به هر نوع پارچه ویژگی‌های خاصی می‌بخشد که آن را برای کاربردهای مختلف مناسب می‌سازد.
در محیط کار، می‌توان از منسوجات در فرآیندهای صنعتی و علمی مانند فیلترینگ استفاده کرد. برخی از کاربردهای متفرقه آن عبارتند از تولید پرچم، کوله‌پشتی، چادر، تور، دستمال، پارچه تمیزکننده، وسایل حمل و نقل مانند بالون، کایت، بادبان و چتر نجات.

## پیشینهٔ بافت پارچه در ایران
کاوش‌های دانشمندان و پژوهشگران در صد سالهٔ اخیر نشان داده است که ایرانیان از پیشتازانی بوده‌اند که به کار بافندگی پارچه پرداخته‌اند. حتی ساکنان ایران باستان در دورهٔ دوم سنگ (یا به اصطلاح عصر حجر میانین) با فنون پارچه‌بافی آشنا بوده‌اند. برای اثبات این واقعیت، بهترین گواه سفال‌ها، نگین‌ها و مهره‌هایی‌اند که بیش از هشت هزار سال قبل از میلاد در ژرفای خاک‌های این مرز و بوم جا گرفته‌اند. کارلتون کن که برای ادارهٔ کل باستان‌شناسی کار می‌کرد، ضمن کاوش‌هایی در سال‌های ۱۳۲۸ تا ۱۳۲۹ (۱۹۴۹ تا ۱۹۵۰) در غاری موسوم به غار کمربند در نزدیکی دریای کاسپین، پارچه‌هایی به دست آورد که ثابت می‌کند اقوام ایرانی از همان آغاز غارنشینی، پشم گوسفند و بز را به‌صورت پارچه می‌بافتند. آزمایش‌هایی که با کربن ۱۴ بر روی پارچه‌ها انجام گرفت، نشان داد که قدمتشان به ۶۵۰۰ سال قبل از میلاد می‌رسد.
لنگرها و دوک‌هایی که طی سی سال اخیر در حفاری‌های مختلف به‌دست آمده است، گواه وجود کارگاه‌های بافندگی در ایران کهن است. باستان‌شناسانی چون گیرشمن و فیلیس اکرمن تأیید می‌کنند که عمر این دوک‌ها و لنگرها، با نخستین آثار سکونت انسان در فلات ایران مطابقت کامل دارد. در دورهٔ تمدن شوش (۴۵۰۰ سال قبل از میلاد) فن پارچه‌بافی با توجه به ظرافت پارچه، راه کمال را طی کرده است؛ تیغهٔ مسینی که با سفال‌های عهد اول در شوش به‌دست آمده و اثر املاح مس بر روی پارچه‌ای که تیغه را در آن پیچیده بودند، گواه این مدعاست. هم‌اکنون قسمت‌هایی از این قطعه پارچه در موزه لوور موجود است.
از نوشته‌های گزنفون چنین برمی‌آید که، در دورهٔ مادها و در آذربایجان پارچه‌هایی زیباتر و بهتر از گذشته بافته می‌شده است. چنان‌که کورش هخامنشی تحت‌تاثیر زیبایی و کمال لباس مادها قرار گرفت و نزدیکان خود را نیز برآن داشت تا مانند مادها لباس بپوشند.
نساجی ایران در آذربایجان و در دوره هخامنشی به‌ویژه در زمینهٔ بافت پارچه‌های ابریشمی، پشمی نرم و لطیف، مشهور بود و شاهان این دوره به داشتن لباس‌های زیبا و فاخر شهرت داشتند. یکی از دلایلی که برای نشان دادن پیشرفت صنعت پارچه‌بافی در زمان هخامنشیان ارائه می‌شود این است که اسکندر با آن همه تعصب یونانی‌گری، برحسب نوشته‌های هرودوت و پلوتارک از زمان ورود به ایران تا هنگام مرگش لباس‌های زربفت ایرانی بر تن می‌کرد. پلوتارک و دبودور همچنین نوشته‌اند که پارچه‌های زری که تار آن را از طلا و نقره می‌کشیدند و همچنین مخمل، پارچه‌های پشمی و پارچه‌های کتانی ایران در دورهٔ هخامنشیان بی‌اندازه محبوب بود.
پس از انقراض دولت هخامنشی، مدت ۵ قرن از نظر بسیاری از صنایع و هنرها از جمله صنعت بافندگی پیشرفت چشمگیری پدید نیامد. این توقف صنعتی و هنری مولود دو عامل است. یکی نفوذ تمدن و سلیقه یونانی‌ها در دوره سلوکی‌ها که موجب امحای فرهنگ و تمدن ایران و توقف هرگونه پیشرفتی در فنون و صنایع خاص ایرانی شد. دوم روحیهٔ جنگجویی و جهانگیری پادشاهان اشکانی که هرچند افتخارات تاریخی بسیاری را سبب شد و در بعضی مواقع ناگزیر به جنگ بودند، با این همه پادشاهان این دوره را از پرداختن به این هنر، تشویق و تربیت صنعتگران و هنرمندان فارغ می‌کرد. از زمان اشکانیان یافته‌های فراوانی در دست نیست تنها اثری که از نساجی این دوره به‌دست آمده چند تکه پارچهٔ ابریشمی است که به‌همراه قطعه پارچه‌های بافته شده در چین، ضمن کشفیات ناحیهٔ لولان در منتهی‌الیه ایران خاوری امروز به دست آمده است.
به گفتهٔ اکثریت قریب به‌اتفاق پژوهشگران و مورخان، دورهٔ ساسانی یکی از درخشان‌ترین و گویاترین دوره‌ها از نظر بافندگی بوده است. مسعودی در کتاب مروج‌الذهب می‌نویسد: «نیمی از شوکت و عظمت این دوره را باید در توسعهٔ صنایع از جمله صنعت بافندگی جستجو کرد.» خوشبختانه بافته‌های این دوره به‌وفور در موزه‌ها و کلیساهای غربیان حفظ شده است. محمد حسن زکی در کتاب صنایع ایران بعد از اسلام دربارهٔ بافته‌های این دوره می‌گوید: «در این دوره، بافندگی ایران به اوج عظمت، ترقی و رونق خود رسید.» صنعت پارچه‌بافی در دوره ساسانیان به اوج شکوفایی و رونق رسید. زیبایی و شکوه در نقوش تزئینی پارچه‌ها، مهم‌ترین جنبهٔ این هنر است.
در دورهٔ اسلامی به سبب درگیری عمومی ایرانیان با اعراب و چند پارگی حکومت‌ها در دوره‌های مختلف، صنعت بافندگی از درخشندگی و پیشرفت افتاده بود و در بسیاری از دوره‌ها صنعت پارچه‌بافی چنان سیر نزولی می‌پیمود که گمان نمی‌رفت دیگر هرگز شکوفا شود. با این همه صنعت پارچه‌بافی با ایستادگی هرچه تمام‌تر، بار دیگر خود را نمایان ساخت.
دوران سلاجقه را باید دوران شکوفایی دوبارهٔ هنر ایران دانست. از آن دوره حدود ۵۰ تکه پارچه باقی مانده است که اوج هنر در آن‌ها دیده می‌شود. در این دوره پیچیده‌ترین و ظریف‌ترین نقشه‌ها بافته می‌شد. در این دوره بافت شطرنجی یک‌درمیان و دولا معمول‌تر بود و پارچه‌های دورو و اطلسی در کمال مهارت رایج بود.
پوپ در کتاب شاهکارهای هنر ایران به شناسایی نابسامانی‌ها و عقب‌ماندگی‌های سال‌های استیلای مغول بر ایران در زمینه نساجی می‌پردازد. او معتقد است: «استیلای مغول با آنکه نخست در سفال‌سازی و فلزکاری تأثیر مهمی نداشت، طراحی پارچه را به‌کلی تغییر داد. نقش‌هایی که از پیش از اسلام رواج داشت به‌کلی متروک شد. ترکیب‌ها و تصاویر همه از رواج افتادند. رنگ روشن و حتی سفید که برای زمینه‌های طرح‌ها انتخاب می‌شد تا طرح و شکل را برجسته‌تر جلوه دهد دیگر به‌کار نرفت و به‌جای آن رنگ‌های تند و تیره برای زمینه معمول شد. حتی روش کار هم تغییر کرد. سبک پارچه‌ها کم‌وبیش یکنواخت بود و اصل و منشأ طرح‌های این دوره غالباً نامعلوم است. هجوم سبک چینی و مغولی که سرشار از خشونت بود در پارچه‌بافی مؤثر افتاد. در دوره تیموری پارچه‌بافان را از شهرهای مختلف جمع‌آوری، و به سمرقند اعزام کردند تا در آنجا مشغول کار گردند. بدیهی است آنچه در قالب دستور و سلیقه تیموریان به‌وجود آمد نمی‌توانست گامی به‌سوی پیشرفت باشد.»
به حقیقت باید گفت دوران صفویان، اوج شکوه و بلندی هنر و تمدن ایرانیان بوده است که پس از اسلام مانند آن دیده و شنیده نشده است. آنان دوباره نام ایران را در اندیشه‌ها زنده کردند. بر اثر حمایت بی‌دریغ شاهان صفوی از هنرمندان توفیق عظیمی در پارچه‌بافی به‌دست آمد. به‌راحتی می‌توان پذیرفت که هنرمندان این دوره خاصه در زمان شاه عباس کبیر بافته شده است در تمام تاریخ هنر نساجی جهان همتا ندارد.
با سقوط صفویان به دست افغانها، چراغ هنر ایران هم رو به خاموشی گرایید. افشاریه و زندیه و قاجاریان هم هیچ کاری برای نجات آن انجام ندادند. اگر دوره قاجاریه را یکی از بدترین و دردآورترین دوران در طول تاریخ ایران در زمینه صنعت نساجی و بافندگی پارچه‌های دستی و سنتی بدانیم، بجاست. از طرفی دوره قاجار مصادف است با نهضت همه‌جانبه کارخانه‌های پارچه‌بافی اروپا، همچنین پارچه‌های روسی که افراد سودجو با رضایت شاهان وقت بی‌رویه و ارزان وارد کشور می‌کردند و مانع برابری تولید کارگاه‌های دستی و سنتی با کارگاه‌های ماشینی می‌شد. صنعتگران و هنرمندان هم که نه حمایتی می‌شدند و نه بازاری برای فروش، دست از کار کشیدند و این هنر چندین هزار ساله را به‌دست فراموشی سپردند.

## انواع
پارچه‌های شناخته شده در بازار ایران:

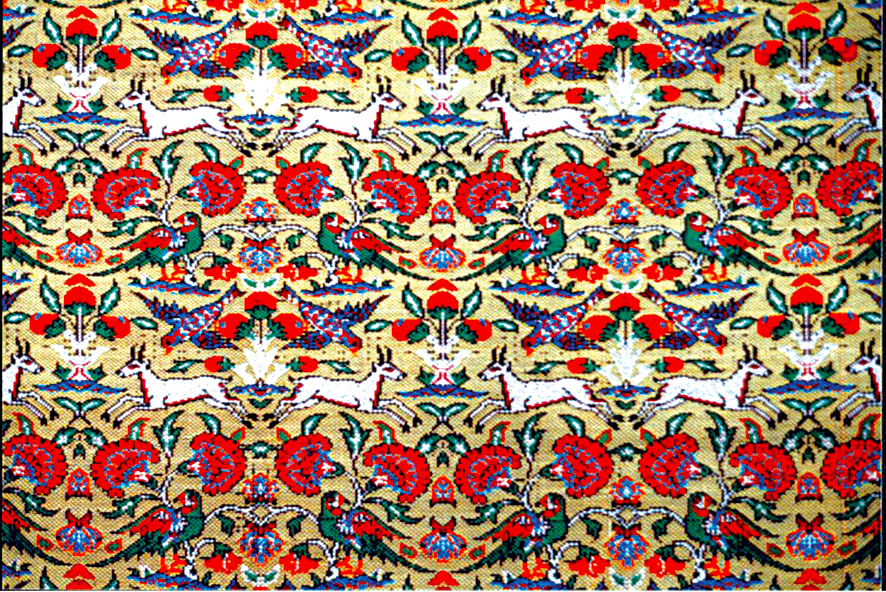
پارچه زربفت برجسته

- برک
- بورسا:[۲۰] بروسا یکی از بندرهای معروف ترکیه است که محصولات ابریشمی آن شهرت جهانی داشت.
- پرند (پارچه)
- توری (پارچه)
- چیت:[۲۱] پارچهٔ پنبه‌ای و نقش داری که بیشتر مزین به نقش گل‌های کوچک و بزرگ بود.
- چلوار: پارچهٔ پنبه‌ای سفید و آهار دار و بسیار پر مصرفی که از آن پیراهن و زیرجامه و ملحفه و روبالشی تهیه می‌کردند.
- دیبا (پارچه)
- دبیت:[۲۲] پارچه‌ای نخی که بیشتر آستر لباس و رویهٔ لحاف می‌شد و نوع علی اکبری آن از همه مرغوب تر بود. حاج علی اکبر شخصی بود که دبیت را به کارخانه‌های دبیت بافی لندن سفارش می‌داد.
- زربفت‌های کاشان: پارچه‌های زربفتی که در کاشان بافته می‌شود.
- زربفتهای یزد: زربفت‌هایی که به دست زنان زردشتی یزد بافته می‌شد.
- کرباس:[۲۳] کرباس یا کرپاس، پارچهٔ پنبه‌ای سفید و درشت بافت که غالباً زنان و مردان روستایی از آن جامه می‌ساختند و برای کفن نیز به کار می‌رفت.
- متقال: پارچهٔ پنبه‌ای سفید شبیه به کرباس اما از آن لطیف تر
- کتان: پارچه‌ای که از الیاف ساقهٔ کتان ساخته می‌شود. کتان گیاه علفی یکساله‌ای است دارای برگ‌های سبز مات و ساقهٔ متشکل از الیاف نرم و بلند. از این الیاف نخ کتانی هم به دست می‌آورند.
- پارچه مخملی: پارچه‌ای نخی یا ابریشمی که یک روی آن صاف و روی دیگر دارای پرزهای لطیف و نزدیک به هم و به یک سو خوابیده است.
- حریر: پارچهٔ ابریشمی نازک وال، تور، فاستونی
- ململ: نوعی پارچهٔ نخی لطیف و نازک و سفید
- ماهوت (پارچه): پارچه‌ای ضخیم تمام پشم، نرم، کمی براق، با سطح پرز دار
- کریشه: پارچهٔ سبک نخی دارای گل‌های برجسته
- کلوکه: پارچهٔ نخی که بیشتر برای چادر مشکی بکار می‌رفت.
- کرپ (پارچه)
- کرپ ژرژت[۲۴]
- کرپدوشین: یا کربدوشین پارچه‌ای از خانوادهٔ کرپ که از ابریشم خام بافته می‌شد.
- آغبانو: پارچه‌ای نازک و پنبه‌ای که بیشتر برای چارقد و چادر به مصرف می‌رسید.
- گاباردین: نوعی پارچهٔ معتبر و مرغوب انگلیسی که بیشتر به مصرف کت و شلوار مردانه می‌رسد.
- لمه (پارچه)
- شال‌های کشمیر:[۲۵][۲۶] این شال‌ها را به تقلید از شال‌های کشمیر با پشم شتر در کرمان می‌بافتند.
- پارچه‌های زری دوزی شدهٔ اصفهان
- قدک نخی قزوین
- عبای لار
- شیرشکری
- بادیس
- جین (پارچه)
- ساتن
- پاتیست
- موسلین
- ژرسه
- دنیم
- پوپلین
- پارچه حوله‌ای
- پارچه تریکو: که با خلوص پنبه متفاوت یافت می‌شود و معمولاً برای تولید تیشرت استفاده می‌شود.
- پارچه ریون: جنس نخ آن از الیاف مصنوعی است و گزینه مناسب برای تولید لباس‌های زنانه است.
- پارچه دیور: با نخ پلی استر بافته می‌شود و گزینه خوبی برای انواع لباس است.
- پارچه فاستونی که بیشتر مناسب کت شلوار است و بافته شده از پشم می‌باشد.
- پارچه بافتنی[۲۷]
- پارچه لیوسل[۲۸][۲۹]
- شیفون (پارچه)